# Józef Bury
Pour les articles homonymes, voir Bury.
 (novembre 2017).
Józef Bury (né en 1961 à Mielec, Pologne) cartographe de formation, est un artiste, peintre, photographe qui vit et travaille à Paris. 
Transdisciplinaire, il a ajouté à ses spécialités initiales la performance et les nouveaux médias.

## Biographie
Formé à l’Académie des beaux-arts de Cracovie puis à l’École des hautes études en sciences sociales, où il a suivi l'enseignement de Georges Didi-Huberman, il articule des recherches autour des problèmes de l’espace-temps, de la perception poly-sensorielle, de la mémoire de l'expérience, de l’action et de l’attitude sub-cognitive.
Depuis 1993, il est membre actif de l'association Æsthetica Nova (art, science, philosophie).
En tant qu'enseignant, commissaire d’expositions et auteur de nombreuses contributions à des revues ou à des conférences, comme auteur original et comme traducteur, il est un participant actif au débat d’idée sur la place et le rôle de l’art contemporain. 
De 1997 à 2007, il est un des initiateurs et dirigeants d'International Art Meeting à Katowice, biennale artistique internationale, accompagnée d'un colloque et d'une importante publication dont il assurait la rédaction.
En 2002 il a créé Revelint, revue électronique internationale d'histoire et de théorie de l'art contemporain, destinée à permettre la publication de textes théoriques produits par des artistes.